# Kecskeméti barackpálinka
A kecskeméti barackpálinka eredetvédett magyar pálinka. A „kecskeméti” eredetmegjelöléssel ellátott barackpálinka alapanyaga a Kecskemét környékén, környezetbarát termesztési technológiával termesztett és származási bizonyítvánnyal ellátott kajszibarack.

## Története
A Kecskemét környéki barackpálinka főzésével kapcsolatban, az 1600-as évekből származó feljegyzésekben található utalások alapján már állítható, hogy készítettek barackból főzetet. Az 1760-1770-es években datált végrendeletekben az akkori örökösökre szeszfőző üstöket vagy szeszfőzdét is hagyományoztak. Ezek a ránk maradt források alapján megállapítható, hogy a kecskeméti barackpálinka főzése több mint négyszáz éves múltra tekint vissza.
A Duna-Tisza közén elhelyezkedő Kiskunság talaja alapvetően homokos, sőt korábban jelentős részét az úgynevezett futóhomok uralta. A homok gyenge hőtároló, nappal sok meleget sugároz a gyümölcsre, éjszakára jobban lehűl. Kecskemét környékén, a homokvidék és löszfelszín találkozási pontján a sok napfényes óra és hűvös éjszakák adják a gyümölcs egyedi ízét. A mezőgazdasági hasznosítást korlátozó jelenség megállítása, vagyis a föld megkötése volt a kiinduló ok, amiért elsőnek szőlőtelepítéssel kezdtek kísérletezni ezen a vidéken. A 19. század vége felé Európán végigsöpört a filoxéra, mely a homokos talajt közvetlenül nem érintette, de az országos szőlő- és gyümölcstermesztési rekonstrukció, kifejtette hatását az itt lévő növénykultúrára is.
Ez az akkor felpezsdülő érdeklődés eredményezte, hogy a termőterület megháromszorozódott, a gyümölcstermesztés pedig új lendületet kapott a természeti elemek elleni harc velejárójaként.Kezdetben, kiegészítő terményként a szőlőtövek közé ültették a gyümölcsfákat. Azonban ekkor már előfordult, hogy a fák nagyobb bevételt hoztak a szőlőnél, így egyre nagyobb jelentőséget kapott, és természetesen egyre többet ültettek belőle. Korabeli számvetések szerint 1930-ban a környéken 356 000 kajszibarackfa virágzott tavasszal.
Napjainkra hungarikummá minősítették a kecskeméti barackpálinkát.

## Felhasználható fajták
A termék előállítására a magyar kajszi, gönci magyar kajszi, pannónia, ceglédi bíborkajszi és bergeron fajta használható. Az alapanyagnak fajtaazonosnak, optimális érettségűnek, romló hibától és idegen anyagoktól (növényvédő szer maradványa, föld, levél, gally) mentesnek kell lennie. Zöld vagy penészes gyümölcsöt nem tartalmazhat. Alkoholtartalma 40% v/v ± 0,3% v/v közti kell legyen. A hagyományok megőrzése – a technológia, technika állandó fejlesztése mellett is – az egyik legfontosabb meghatározója a Kecskeméten előállított barackpálinkának.